# Juan Luis Segundo
Juan Luis Segundo (Montevideo, 31 de octubre de 1925 - id., 17 de enero de 1996) fue un filósofo y teólogo jesuita uruguayo. Conocido por ser una de las figuras del movimiento Teología de la liberación, escribió numerosos libros en teología, fe, hermenéutica, ideología y justicia social.

## Biografía
Realizó su formación en gran parte en instituciones en Argentina, en Lovaina y en La Sorbona.
Junto con otros clérigos jesuitas, tuvo una destacada actuación como defensor de los derechos humanos en los años de la dictadura cívico-militar.

## Aportes teológicos
- Círculo hermenéutico
- Diferencia entre credo e ideología
- Opción por los pobres
- Cristología desde el punto de vista de los pobres
- Eclesiología y teología del Concilio Vaticano II
- Desarrollo dogmático como proceso de deuteroaprendizaje (con Gregory Bateson)

## Obra

### Libros
- Existencialismo, filosofía y poesía, Espasa Calpe Mexicana, México, 1948.[3]
- Berdiaeff. Une Réflexion chrétienne sur la Personne. (Una reflexión cristiana sobre la Persona). Ed. Aubier, Paris 1963 (Col. Théologie 53)
- Teología abierta para el laico adulto, (5 Vols.) Ed. Carlos Lohlé, Buenos Aires. En Colaboración con el Centro Pedro Fabro de Montevideo: I.Esa comunidad llamada Iglesia (1968); II.Gracia y Condición humana (1969); III.Nuestra idea de Dios (1970); IV.Los Sacramentos hoy(1971); V Evolución y Fe (1983-84)
- De la Sociedad a la Teología, (Cuadernos Latinoamericanos 2) Ed. C. Lohlé, Buenos Airess, 1970
- Teología abierta para el laico adulto(1971)
- Qué es un cristiano. Etapas precristianas de la Fe. Concepción cristiana del Hombre, Ed. Mosca Hnos. Montevideo 1971, 128 pp. [La parte sobre el Nuevo Testamento tiene su origen en conferencias dadas en 1962 en la Universidad de la República del Uruguay].
- Masas y Minorías en la Dialéctica divina de la Liberación, (Cuadernos de Contestación Polémica) Editorial La Aurora, Buenos Aires 1973, [Conferencias dictadas en las Cátedras Carnahan, Instituto Superior Evangélico de Educación Teológica Isedet 1972]
- Acción pastoral latinoamericana: sus motivos ocultos, Ed. Búsqueda, Bs. As. 1972
- Liberación de la Teología (Cuadernos Latinoamericanos 17) Ed. Carlos Lohlé, Bs. As.
- El Hombre de Hoy ante Jesús de Nazareth, (3 Vols): I. Fe e Ideología;II/1. Historia y Actualidad. Sinópticos y Pablo ; II/2 Historia y Actualidad. Las Cristologías en la Espiritualidad. Ed. Cristiandad, Madrid, 1982
- Teología Abierta3 Vols.(Col. Senda Abierta 3,4 y 5) Ed. Cristiandad, Madrid 1983-1984: I. Iglesia - Gracia ; II. Dios, Sacramentos, Culpa; III. Reflexiones Críticas.
- Teología de la Liberación: Respuesta al Cardenal Ratzinger Ed. Cristiandad, Madrid 1985
- El Dogma que libera. Fe, revelación y magisterio dogmático. (Col. Presencia Teológica 53) Ed. Sal Terrae, Santander 1989
- ¿Qué Mundo? ¿Qué Hombre? ¿Qué Dios? (Col. Presencia Teológica 72), Ed. Sal Terrae, Santander 1993
- El Caso Mateo. Los comienzos de una ética judeo-cristiana, (Col.: Presencia Teológica 74), Ed. Sal Terrae, Santander 1994
- El Infierno. Un diálogo con Karl Rahner Prólogo de Elbio Medina. Coeditado por Ed. Trilce, Montevideo y Lohlé-Lumen Bs. As. 1998.

### Otras publicaciones
Desde 1960 colaboró en numerosas publicaciones periódicas. Entre ellas, en Uruguay el semanario "Marcha", los "Cuadernos de Marcha", los "Cuadernos Latinoamericanos de Economía Humana", la revista "Víspera", los "Cuadernos Uruguayos de Filosofía" y el diario "Época"; la revista "Mensaje" de Chile, la "Revista Interamericana de Sociología" de Colombia, "Concilium" de Holanda y "Études" de Francia.